# Bartolomé Caldentey
Bartolomé Caldentey Jaume – conhecido como Tomeu Caldentey – (Sineu, 25 de abril de 1951), é um desportista espanhol que competiu em ciclismo na modalidade de pista, especialista na prova de médio fundo.
Ganhou duas medalhas de prata no Campeonato Mundial de Ciclismo em Pista, nos anos 1976 e 1977. No Mundial de 1980 obteve a medalha de bronze na sua especialidade, mas foi desclassificado por doping e a UCI retirou-lhe a medalha.

## Medalheiro internacional
| Campeonato Mundial | Campeonato Mundial           | Campeonato Mundial | Campeonato Mundial |
| Ano                | Lugar                        | Medalha            | Competição         |
| ------------------ | ---------------------------- | ------------------ | ------------------ |
| 1976               | Monteroni di Lecce ( Itália) | Medalha de prata   | Médio fundo (A)    |
| 1977               | San Cristóbal ( Venezuela)   | Medalha de prata   | Médio fundo (A)    |
| 1980               | Besançon ( França)           | DSC                | Médio fundo (A)    |

## Palmarés
- 1970

 Campeão da Espanha de Médio Fundo depois de moto stayer
- 1971

 Campeão da Espanha de Médio Fundo depois de moto stayer
- 1972

 Campeão da Espanha de Médio Fundo depois de moto stayer
- 1973

 Campeão da Espanha de Pontuação
- 1975

 Campeão da Espanha de Médio Fundo depois de moto perseguição por equipas
- 1976

 Medalha de prata no campeonato do Mundo de Médio fundo depois de moto amador
 Campeão da Espanha de Médio Fundo depois de moto stayer
- 1977

 Medalha de prata no campeonato do Mundo de Médio fundo depois de moto amador
- 1978

 Campeão da Espanha de Médio Fundo depois de moto stayer
 Campeão da Espanha de Médio Fundo depois de moto stayer
- 1979

 Campeão da Espanha de Médio Fundo depois de moto stayer
 Campeão da Espanha de Médio Fundo depois de moto stayer
- 1980

 Campeão da Espanha de Médio Fundo depois de moto stayer